# Balboa (Cauca)
Balboa è un comune della Colombia facente parte del dipartimento di Cauca.
Il centro abitato venne fondato da Sixto Girón, Rubén Sánchez e Manual Joaquín nel 1912, mentre l'istituzione del comune è del 20 ottobre 1967.